# Lindos

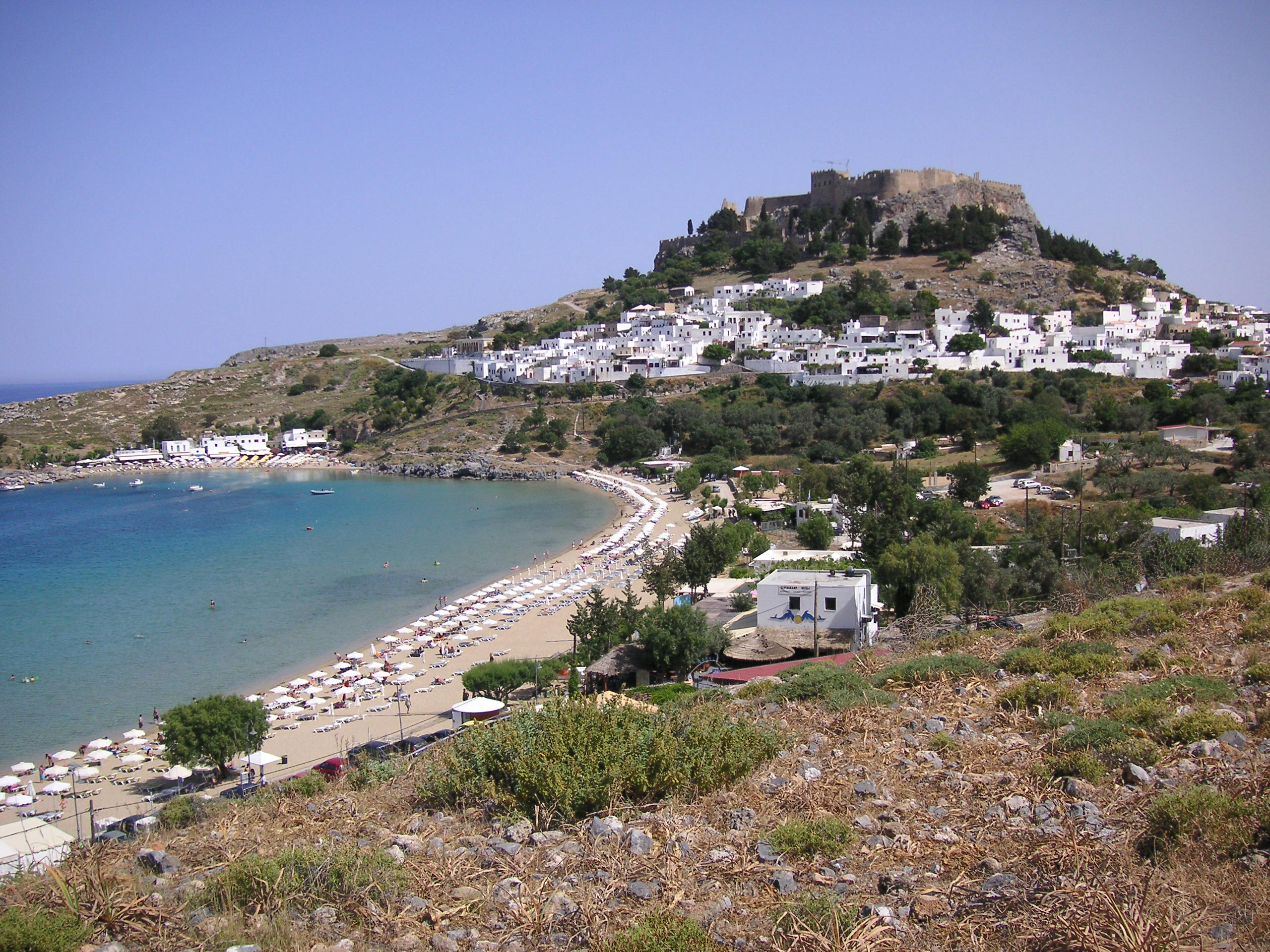
Vy över Lindos

Lindos är en by på Rhodos östkust. Byn har 3 957 invånare (2011). Lindos ligger cirka 48 km söder om staden Rhodos. Byn ligger i en bukt och har tre mycket fina sandstränder som lockar mycket turister under sommarhalvåret. På en hög klippa ligger Lindos Akropolis som är resterna av ett gammalt tempel.

## Historia

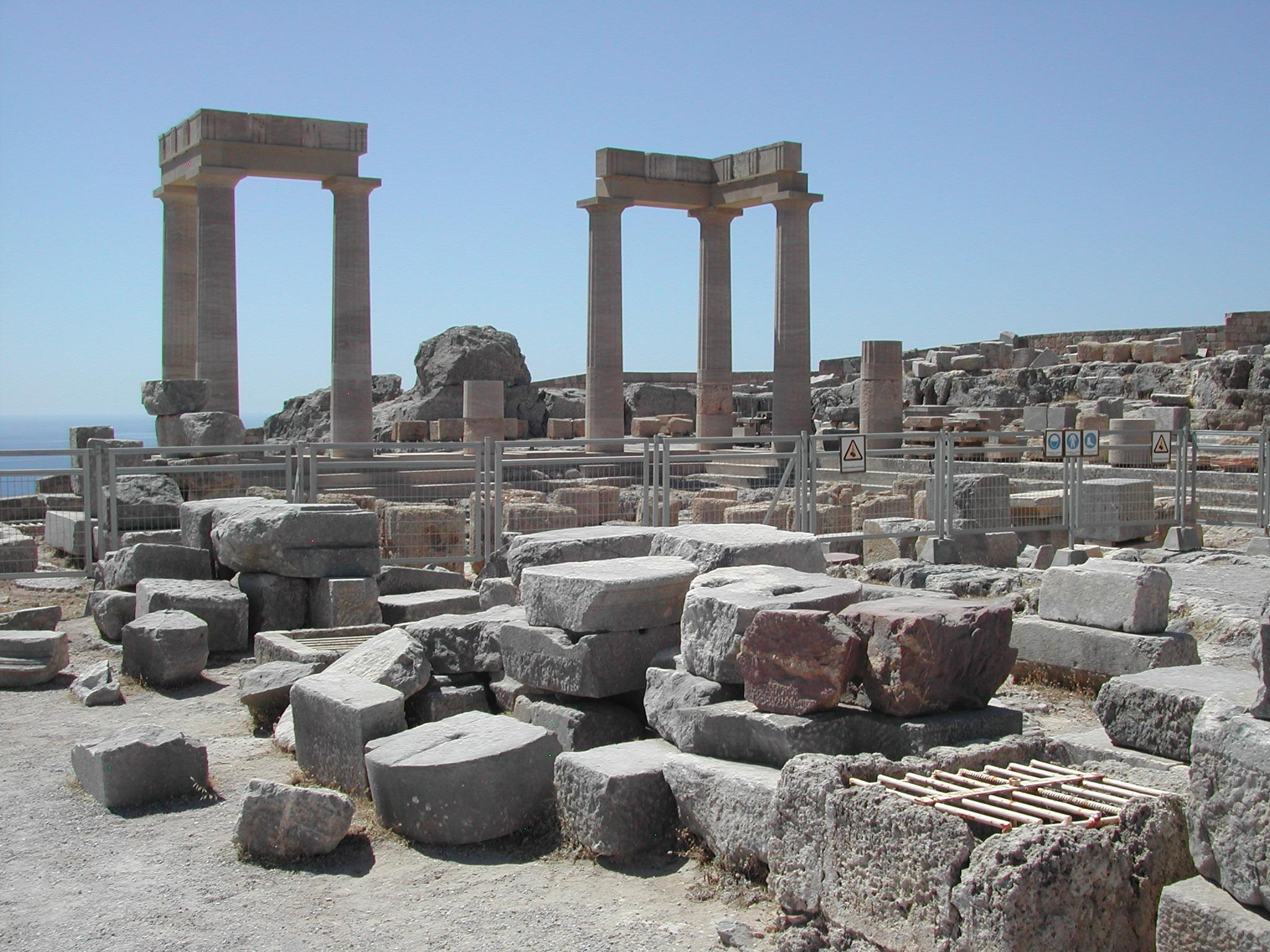
Lindos Akropolis

### Antiken
Lindos var jämte Ialysos och Kameiros en av de tre ursprungliga grekiska städerna på ön, vilka 407 f.Kr. förenade sig om att grunda huvudstaden Rhodos på öns nordligaste udde; dock har Lindos även senare varit en betydande stad. Under utgrävningar har man funnit resterna av Athena Lindias tempel med dess propyléer och en ståtlig dorisk stoa. Ett märkligt fynd är en vid uppgången till borgen i klippan uthuggen relief: akterstäven av ett krigsskepp, som tjänat till postament för en staty av en segerrik rhodisk amiral. Dessutom har man gjort talrika småfynd och en mycket rik skörd av inskrifter, som är synnerligen viktiga för konst-, kult- och personhistorien.

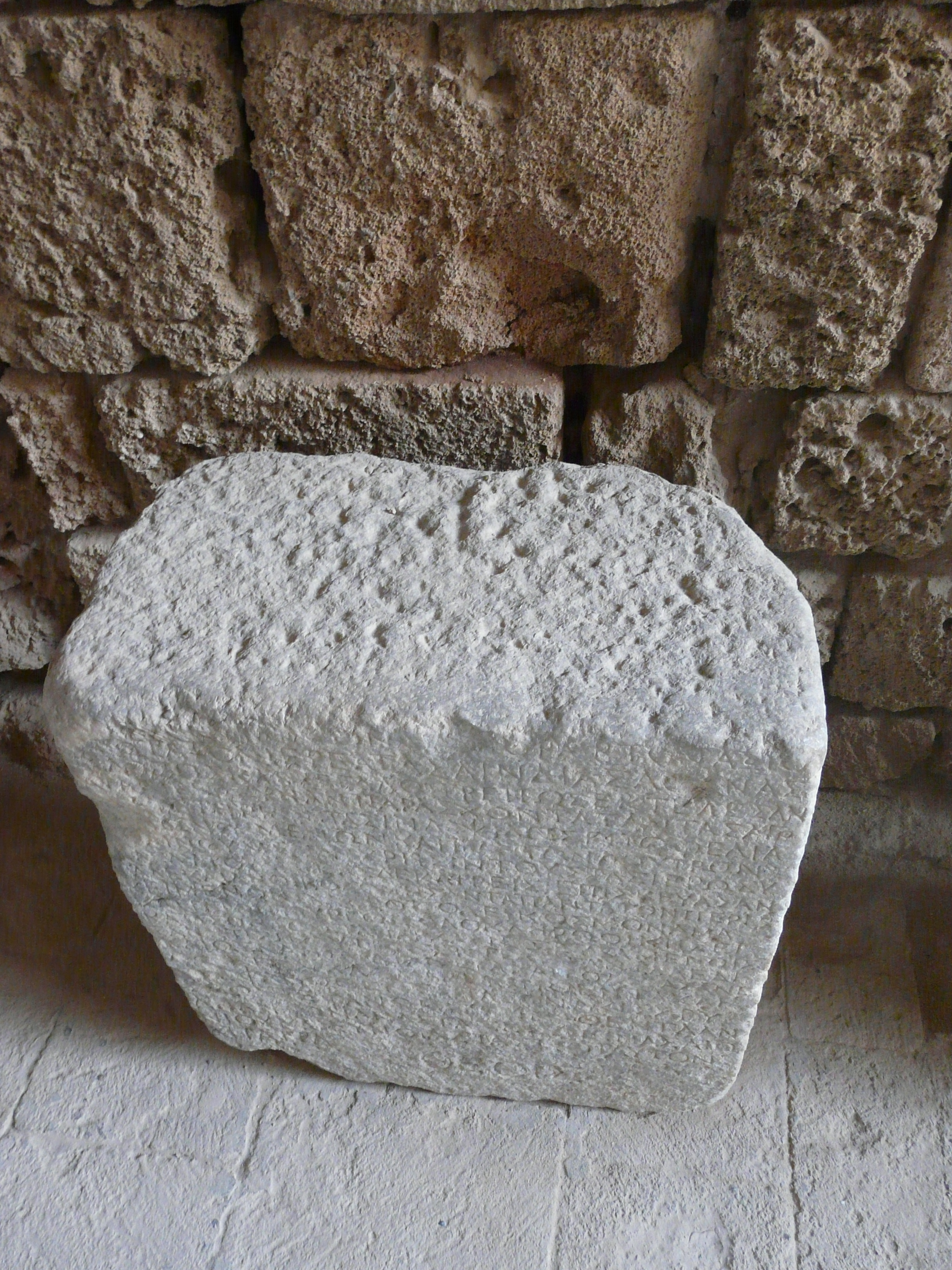
Forntida inskrift.

### Senare tid
Johanniterriddarna, som 1309-1522 innehade Rhodos, försåg borgen med starka, till största delen ännu kvarstående befästningar; Lindos borg var näst staden Rhodos deras starkaste stödjepunkt på ön. Stormästaren Foulques de Villaret, under vars ledning ön erövrats, men som sedan blev avsatt från sitt ämbete, trotsade inom dess murar en tid sitt motparti.